# Edgeworth (inslagkrater)
Edgeworth is een inslagkrater op de planeet Venus. Edgeworth werd in 1985 genoemd naar de Ierse schrijfster Maria Edgeworth (1767-1849).
De krater heeft een diameter van 29 kilometer en bevindt zich in het quadrangle Bereghinya Planitia (V-8).